# SQL/Schemata
SQL/Schemata, или иначе Information and Definition Schemas (Схемы информации и определения) — часть стандарта SQL, закреплённая в документе ISO/IEC 9075-11:2008. SQL/Schemata определяет Информационную Схему и Схему Определений, обеспечивая общий набор инструментов достаточных, чтобы сделать SQL-базы данных и их объекты самоописываемыми. Эти инструменты включают в себя идентификатор SQL-объектов, структурные и целостностные ограничения (constraints), спецификации защиты и авторизации, особенности и перечни  ISO/IEC 9075, поддержку особенностей SQL-ориентированных реализаций СУБД, получение сведений об объектах, а также их объём, и значения, поддерживаемые конкретными реализациями СУБД. SQL/Schemata определяет некоторое число специфических особенностей, часть которых являются обязательными.